# Ряполово (Южский район)
Ряполово — село в Южском районе Ивановской области России, входит в состав Хотимльского сельского поселения.

## География
Село расположено в 4 км на север от центра поселения села Хотимль и в 27 км на северо-запад от райцентра города Южа.

## История
В конце XIV века — XV веке Ряполово было центром Ряполовского княжества.
В окладных патриаршего казённого приказа книгах под 1628 годом в селе указана церковь Благовещения Пресвятой Богородицы в вотчине Афанасия Матвеева Молвянинова. В 1803 году вместо деревянной была построена каменная церковь Святителя и Чудотворца Николая с колокольней и оградой. Церкви принадлежала богадельня, построенная в 1880 году вместо сгоревшей в 1868 году. Каменная церковь Благовещения Пресвятой Богородицы с колокольней построена в 1813 году. В селе с 1876 года существовала земская школа. 
В конце XIX — начале XX века село входило в состав Алексинской волости Ковровского уезда Владимирской губернии. В 1859 году в селе числилось 160 дворов, в 1905 году — 96 дворов.
С 1929 года село являлось центром Ряполовского сельсовета Южского района, с 1954 года — в составе Хотимльского сельсовета, с 2005 года — в составе Хотимльского сельского поселения.

## Население

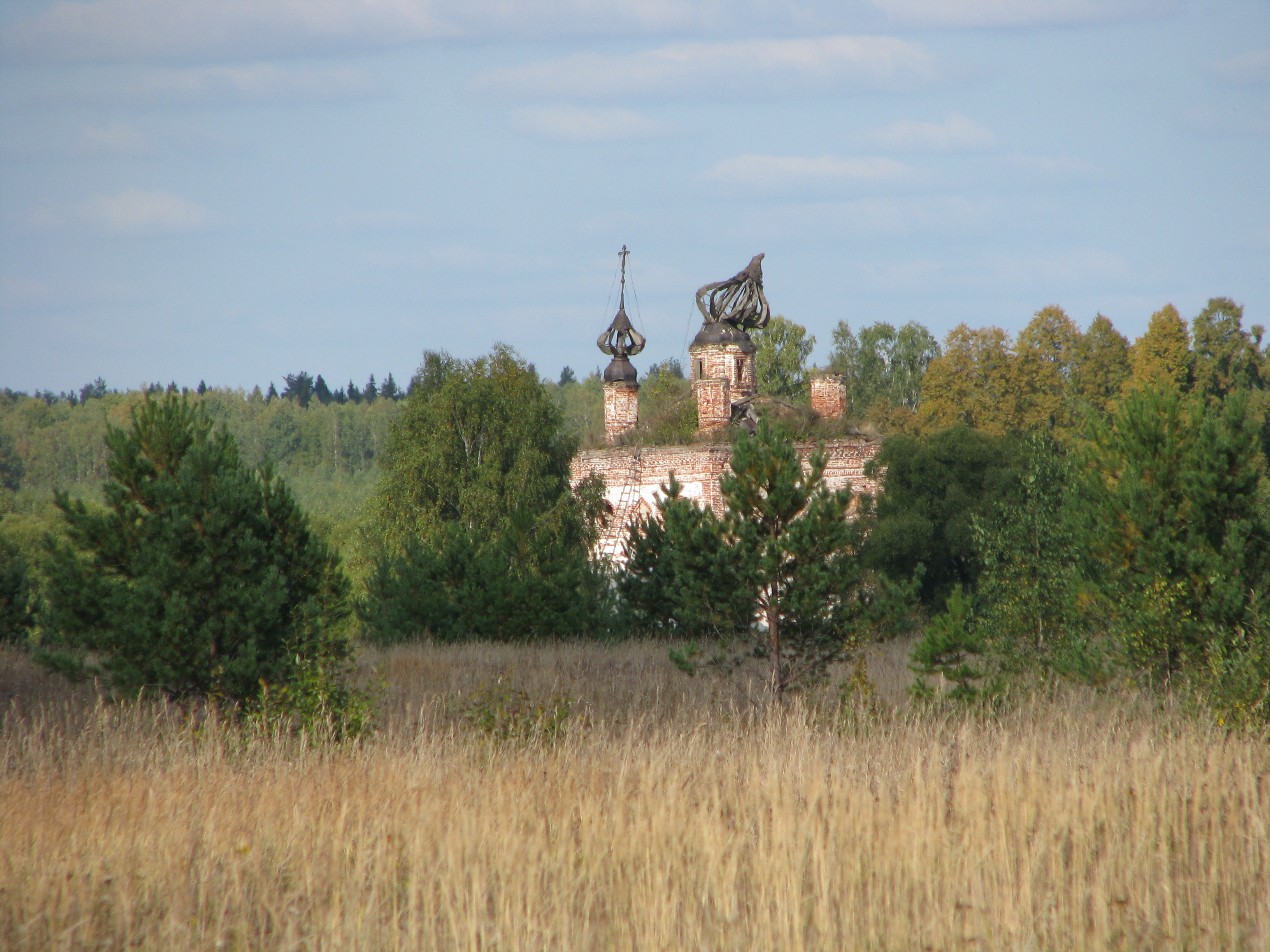
Благовещенская церковь в Ряполове, 2015 г.

| 1859 | 1905 |
| ---- | ---- |
| 736  | 408  |

| 1859 | 1905 | 2010 | 2014 |
| ---- | ---- | ---- | ---- |
| 736  | ↘408 | ↘28  | ↘24  |

## Достопримечательности
В селе находятся недействующие церковь Благовещения Пресвятой Богородицы и церковь Николая Чудотворца